# Sismo de Chignik de 2021
O sismo de Chignik de 2021 foi um sismo ocorrido no dia 29 de julho de 2021 às 06:15:49 UTC ou 22:15 no horário local, o sismo ocorreu na costa da Península do Alasca e foi um terremoto de mega-impulso com uma magnitude de 8,2 na escala de magnitude de momento, segundo o Serviço Geológico dos Estados Unidos(USGS).
Um alerta de tsunâmi chegou a ser lançado pela Administração Nacional Oceânica e Atmosférica(NOAA), porém mais tarde foi cancelado. Pelo menos duas réplicas de magnitude 6,2 e 5,6 ocorreram após o primeiro terremoto segundo o USGS.
Foi o mais forte terremoto dos Estados Unidos desde o Terremoto de 1965 nas Ilhas Rat e o sétimo maior sismo já registrado na história dos EUA. Foi também o terremoto mais forte do mundo desde o terremoto de Illapel em 2015, igualando o terremoto de 2017 em Chiapas e o terremoto de 2018 em Fiji.
Não houve nenhuma morte e nenhum ferido nesse sismo, o que pode ter ajudado a limitar os danos é o fato do epicentro estar na Península do Alasca, uma área pouco povoada. O Centro Nacional de Alerta de Tsunâmi dos EUA advertiu que seria possível a ocorrência de ondas perigosas, porém duas horas depois o sistema de monitoramento americano atualizou sua previsão e afirmou que as eventuais ondas não passariam de 30 centímetros.

## Configuração tectônica
Ao largo da costa do Alasca encontra-se a zona de subducção das Aleutas — um limite de placa convergente de 2.500 milhas de comprimento, onde a Placa do Pacífico subducta sob a Placa Norte-Americana a uma taxa de 6 a 7 cm/ano. Esta falha de megaimpulso tem sido a fonte de muitos grandes terremotos, incluindo o terremoto de 1964 no Alasca, que registrou uma magnitude de 9,2 e continua sendo o segundo maior sismo já registrado na história.

### Plano de fundo
Ao sul da Península do Alasca há um segmento da zona de subducção das Aleutas conhecido como segmento Shumagin, em homenagem às vizinhas Ilhas Shumagin. Este segmento situa-se entre os segmentos Unimak e Semidi que se romperam em terremotos em 1946 e 1938, respectivamente. Em 1971, o segmento Shumagin chamou a atenção dos sismólogos, pois foi proposto como uma lacuna sísmica porque nenhuma atividade sísmica importante ocorreu nos últimos tempos. Acredita-se que os eventos mais recentes tenham ocorrido em 1788, que foram um par de grandes eventos, e em 1854.  Dois terremotos menores sacudiram perto da lacuna sísmica em 1917 e 1948. Essa proposta também destacou o potencial de um tsunami que acompanha um terremoto na lacuna.

## Tsunami
Um alerta de tsunami foi emitido pela NOAA cerca de 5 minutos após o terremoto. 1 hora e 45 minutos depois, o aviso foi rebaixado para um aviso e posteriormente cancelado horas após o terremoto. Uma tsunami com altura de 1,4 pés (42,7 cm) foi registrada na cidade de Old Harbor no Kodiak Island Borough em Kodiak Island. Em Port San Luis (Avila Beach), na costa central da Califórnia, um tsunami de 40 centímetros foi medido pelo Serviço Nacional de Meteorologia dos Estados Unidos(NWS) em um tweet. 
| Localização                                                       | Altura            | Fonte  |
| ----------------------------------------------------------------- | ----------------- | ------ |
| Old Harbor, Kodiak Island Borough em Kodiak Island.               | 1,4 pés (42,7 cm) | [ 17 ] |
| Avila Beach, San Luis Obispo no condado de San Luis Obispo.       | 1,3 pés (39,6 cm) | [ 18 ] |
| Sand Point, Aleutians East Borough na Ilha Popof.                 | 0,5 pés (15,2 cm) | [ 17 ] |
| Kodiak, Kodiak Island Borough em Kodiak Island.                   | 0,5 pés (15,2 cm) | [ 18 ] |
| King Cove, Aleutians East Borough em Deer Island (Ilhas Aleutas). | 0,4 pés (12,2 cm) | [ 18 ] |
| Cabo Alitak, sul da ilha Kodiak.                                  | 0,4 pés (12,2 cm) | [ 18 ] |
| Unalaska, Aleutians West Census Area na ilha de Unalaska.         | 0,3 pés (9,14 cm) | [ 18 ] |